# Clara Bryant Ford

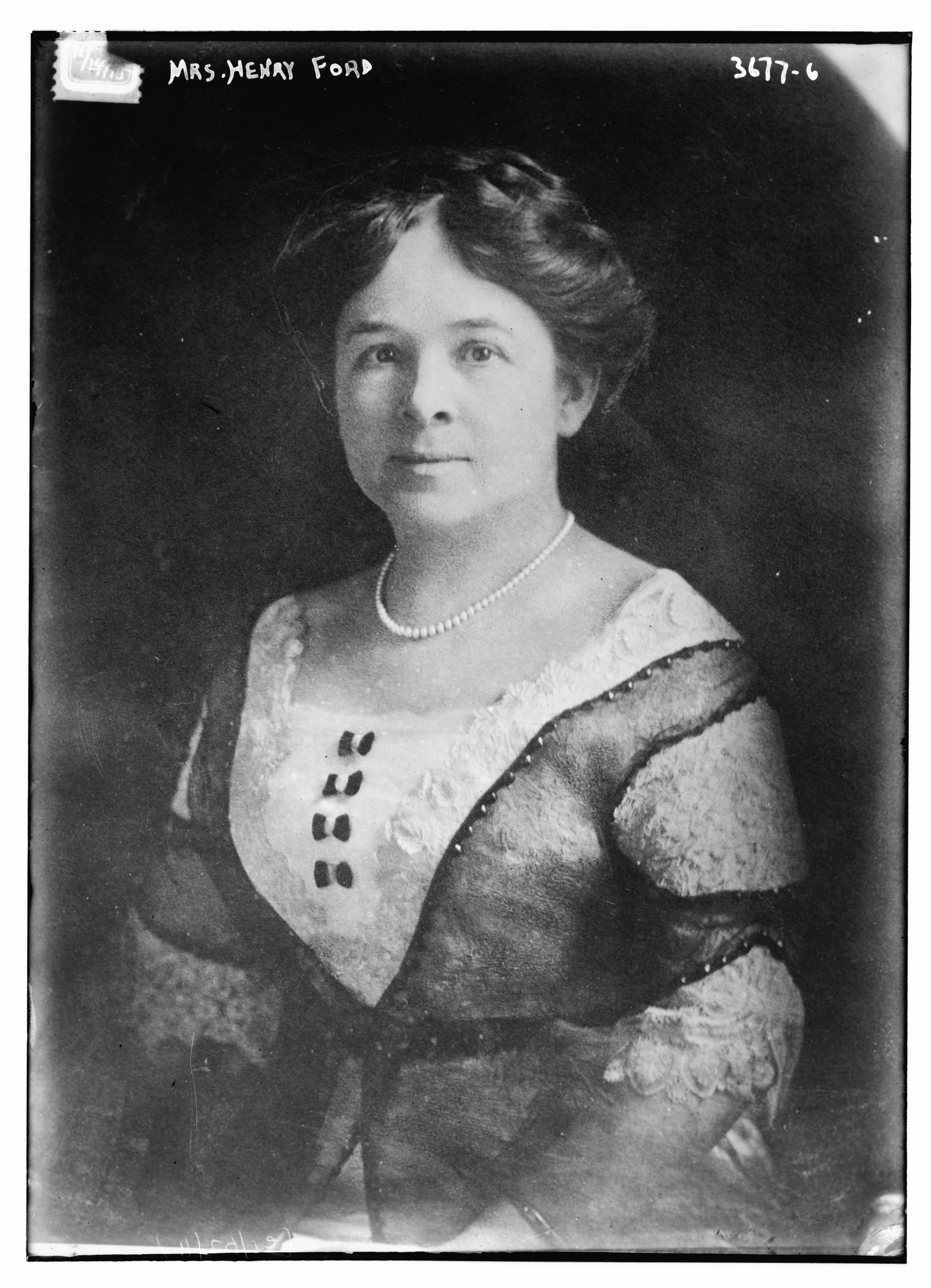
Clara Bryant Ford

Clara Jane Bryant Ford (ur. 11 kwietnia 1866 w hrabstwie Wayne, zm. 29 września 1950 w Detroit) – żona Henry'ego Forda.

## Życiorys
Urodziła się w hrabstwie Wayne, w stanie Michigan, jako córka Melvina S. Bryanta i Marthy Beach. Uczęszczała do szkoły nr 3 w rejonie Greenfield Township.
11 kwietnia 1888 poślubiła przemysłowca Henry'ego Forda, z którym miała jedyne dziecko: Edsela. Para mieszkała we własnej posiadłości Fair Lane w Dearborn, w Michigan.
Zmarła w wieku 84 lat, w szpitalu Henry Ford Hospital, w Detroit, w Michigan.
W Rose Garden of Fair Lane znajduje się pomnik Henry’ego i Clary Bryant Fordów.